# Autocharis vohilavalis
Autocharis vohilavalis là một loài bướm đêm trong họ Crambidae.